# Music Unlimited
Music Unlimited, inicialmente Music Unlimited powered by Qriocity (pronunciado como "curiosity"), foi um serviço de streaming de música sob demanda, provido pela Sony e distribuído pela Omnifone.
O serviço foi parte da Sony Entertainment Network, e expandiu-se para mercados europeus no fim de 2010. Em janeiro de 2012, ele possuía mais de 1 milhão de usuários ativos e 15 milhões de músicas. Ao momento do lançamento do PS4, o serviço tinha mais de 22 milhões de músicas.
Em 28 de janeiro de 2015, a Sony anunciou que o Spotify iria distribuir o novo serviço de música deles, chamado PlayStation Music - Music Unlimited fechou-se em 29 de março daquele ano.